# Landesgartenschau Eutin 2016

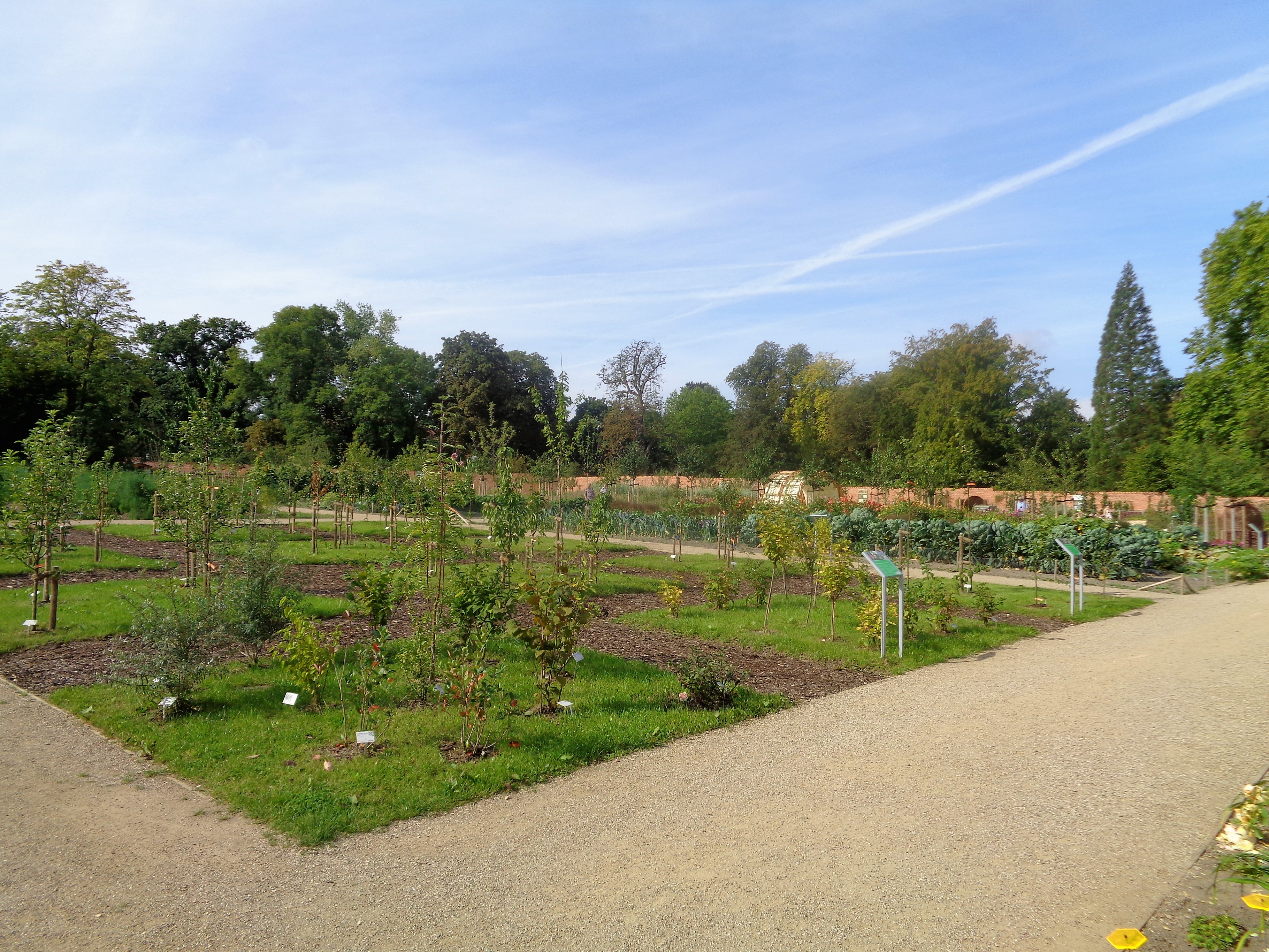
Der neu angelegte Küchengarten

Die Landesgartenschau Eutin 2016 war die dritte Landesgartenschau in Schleswig-Holstein. Sie fand vom 28. April bis 3. Oktober 2016 in der Kreisstadt Eutin im Kreis Ostholstein statt.

## Geografische Lage
Sie fand in der schleswig-holsteinischen Stadt Eutin, etwa 45 Kilometer südöstlich der Landeshauptstadt Kiel statt. Das Gelände der Landesgartenschau umfasste 27 ha Fläche, welche sich über die Geländeteile Seepark, Stadtbucht, Schlossgarten, Bauhofareal und Süduferpark erstreckte.

## Geschichte
Nach den beiden vorhergehenden schleswig-holsteinischen Landesgartenschauen in Schleswig im Jahr 2008 und in Norderstedt im Jahr 2011 erhielt die Stadt Eutin als einzige Bewerberin im Jahr 2012 den Zuschlag für die Durchführung der dritten schleswig-holsteinischen Landesgartenschau im Jahr 2016. Entscheidend für die Vergabe an die Stadt Eutin waren die attraktive Lage der Stadt in der Holsteinischen Schweiz und den nahegelegenen Ostseebädern, sowie dem Großen und dem Kleinen Eutiner See. Eine Würdigung bei der Vergabe wurde für die vorhandenen Planungen eines integrierten Stadtentwicklungsprozesses in Verbindung mit der Landesgartenschau genannt. Das Sachverständigengremium bestand aus einer achtköpfigen Bewertungskommission von Vertretern der Architekten- und Ingenieurkammer, des Verbandes der Landschaftsarchitekten, der Gartenbauverbände, der kommunalen Landesverbände sowie des Innenministeriums, des Landwirtschaftsministeriums und des Wirtschaftsministeriums und hatte Eutin einstimmig vorgeschlagen.

## Finanzierung
Um die mit der Landesgartenschau verbundenen Kosten für Investitionen zu decken, beteiligte sich das Land Schleswig-Holstein über bestehende Förderprogramme an den Vorbereitungen zur Landesgartenschau. Eine weitere finanzielle Unterstützung aus laufenden Zuschüssen oder Fehlbedarfsfinanzierungen wurden nicht geleistet. Die Gesamtkosten der Umsetzung und für den Betrieb der Landesgartenschau betrugen circa 20 Mio. Euro und wurden durch die austragende Stadt Eutin getragen.

## Umgestaltung
Zur Umsetzung und als Austauschforum für Bürger und Interessierte in Eutin wurde ein Förderverein zur Landesgartenschau am 12. August 2013 gegründet. Der Bauausschuss der Stadt Eutin hatte das Berliner Planungsbüro A 24 Landschaft mit der Planung und Durchführung der Projekte beauftragt.
Folgende Bereiche wurden umgebaut oder neu gestaltet:
- Uferpromenade

Am Großen Eutiner See wurden barrierefreie Rampen und Treppen zum Südufer eingerichtet, an denen sich ein Holzdeck aus Eichenholz mit einem Steg anschließt und den Zugang zum See ermöglicht. Der Baumbestand am Seeufer wurde erhalten und ein Obsthain im östlichen Teil des Süduferparks angepflanzt. Der vorhandene Verlauf des Uferweges wurde verändert und mit einer Sitzmöglichkeit mit Blick zum See errichtet.
- Torhäuser, Opernscheune und Vogthaus

Die aus dem Jahr 1837 stammenden Torhäuser sind als Kulturdenkmale eingetragen und wurden im Rahmen des Integrierten Altstadtkonzeptes im Jahr 2015 saniert. Es wurden teilweise Abbrucharbeiten durchgeführt, Zwischenwände und der vorhandene Stahlbetonboden entfernt. Im Anschluss wurden die maroden Reetdächer entfernt und neu eingedeckt, sowie die Balkenkonstruktion grundlegend erneuert. An der bestehenden Opernscheune und dem erhaltenen alten Baumbestand wurden Rosenbeete, Hecken und eine Wiesenfläche sowie an der Zufahrt über die Oldenburger Landstraße eine Baumallee angepflanzt. Das Vogthaus und die Jugendherberge auf dem Gelände des Bauhofareals blieben weitgehend unverändert, lediglich die Nutzung wurde für die Dauer der Landesgartenschau verändert. Ein neuer Fußweg durch ein Wiesenareal und den Lindenbruchgraben wurde vom Bauhofareal zum Süduferpark eingerichtet.
- Seepark und Süduferpark

Als Haupteingangsbereich wurde der Süduferpark für die Besucher ausgewählt an den sich die Themengärten mit den Muster- und Kulturgärten anschlossen. Der im zentralen Bereich der Landesgartenschau gelegene Seepark wurde durch Sichtachsen, Spielplätze, einem Strandabschnitt mit Sportflächen und Spazierwegen umgebaut. Zu Beginn des Jahres 2015 wurden durch den städtischen Baubetriebshof Umgestaltungen im See- und Süduferpark durchgeführt, die im Ergebnis zu einer Fällung von insgesamt 255 Bäumen und einer Neuanpflanzung von 85 Bäumen geführt haben. Der Seepark wurde für die Baumfällarbeiten wochentags vollständig gesperrt.
- Schlossgarten
- Küchengarten

## Lawrence Freundschaftsgarten
Aus der Städtepartnerschaft mit Lawrence in Kansas (USA) entstand der Lawrence Freundschaftsgarten auf dem Gelände der Landesgartenschau. Er wurde am 26. Juni 2016 offiziell zur Taufe mit Wasser aus dem Kansas River und Wasser aus dem Großen Eutiner See eröffnet. Der Garten wurde mit Pflanzen, Gehölzen und Präriegräsern aus Kansas bepflanzt und der Lawrence-Gedenkstein aus dem Jahr 1995 wurde in diesem Areal neu aufgestellt.

## Altstadtsanierung
Im Zuge der Vorbereitung der Ausstellungsflächen wurde die Altstadt umfassend saniert. Hierzu nahmen 10 Architekturbüros aus Deutschland teil. Die Ergebnisse der Architekturbüros wurden bei einer Ausstellung in der Eutiner Kreisbibliothek zwischen dem 11. und 30. Juli 2016 präsentiert.

## Organisation
Das Motto der Gartenschau war „Eins werden mit der Natur.“. Träger der Veranstaltung war die Stadt Eutin bzw. die Landesgartenschau Eutin 2016 gGmbH und als Geschäftsführer fungierten Bernd Rubelt und Martin Klehs. Der Durchführungshaushalt betrug ca. 20 Mio. Euro und es wurde ein betriebswirtschaftlicher Verlust von 3,3 Millionen Euro erzielt.

### Kritik
Nach Vorlage der Planungen durch die Stadt Eutin wurde eine naturverträgliche Umgestaltung von Flächen für die Landesgartenschau bezweifelt und die Genehmigungsfähigkeit vieler Teilaspekte der Veranstaltung in Frage gestellt. Als Beispiele wurde die Fällung von 400 Bäumen für die Errichtung von Sichtachsen bemängelt und Eingriffe in bestehende geschützte Uferbereiche am Großen Eutiner See durch Naturschutzverbände kritisiert. Im Jahr 2017 kritisierte der Steuerzahlerbund die Durchführung und den entstandenen finanziellen Verlust der Landesgartenschau von 3,3 Mio. Euro. Die Stadt Eutin führte die Investitionen und die Stadtentwicklung in einer Stellungnahme als eine lohnende Entscheidung für die Stadt Eutin und keine Steuerverschwendung an. Zudem wurden in Abstimmung mit den Naturschutzbehörden die Auflagen zum Naturschutz erfüllt.